# ? (Fragezeichen)
? (Fragezeichen) (německy „Otazník“) je druhé album německé rockové skupiny Nena. Vyšlo 27. ledna 1984, jen pár měsíců před prvním mezinárodním albem kapely 99 Luftballons, které obsahuje písně z jejich debutového alba Nena (1983) a tohoto alba, některé přetočené s anglickými texty.
Producenty alba byli Reinhold Heil a Manne Praeker.

## Titulní skladba
Titulní skladbu alba napsali společně zpěvačka Nena Kerner a klávesista Jörn-Uwe Fahrenkrog-Petersen a název získala z důvodu že po napsání písně se Nena nedokázala dohodnout na názvu, a tak označila dané místo v koncertním seznamu otazníkem.  Píseň dosáhla třetího místa v německých žebříčcích v roce 1983. Text písně obsahuje myšlenky člověka sužovaného nerozhodností, ale stále skálopevně přesvědčeného, že ví, co je pro něho nejlepší. Píseň je hlavní oporou Neniných živých koncertů a zdá se, že je obzvláště oblíbená u fanynek, i když není neobvyklé, že Nena přeruší její vystoupení, zřejmě proto, aby se zasmála absurditě textu. Uprostřed verze nahrané pro album Nena Live Nena z roku 2004 říká: "Cítila jsem se tak malá, když jsem to psala".

## Seznam skladeb
| Pořadí         | Název                        | Délka |
| -------------- | ---------------------------- | ----- |
| 1.             | Rette mich                   | 3:16  |
| 2.             | ? (Fragezeichen)             | 4:30  |
| 3.             | Das Land der Elefanten       | 3:41  |
| 4.             | Unerkannt durchs Märchenland | 3:20  |
| 5.             | Küss mich wach               | 2:41  |
| 6.             | Lass mich dein Pirat sein    | 4:50  |
| 7.             | Ich häng an dir              | 4:12  |
| 8.             | Sois bienvenu                | 3:21  |
| 9.             | Keine Antwort                | 3:17  |
| 10.            | Der Bus is’ schon weg        | 0:15  |
| 11.            | Es regnet                    | 4:44  |
| 12.            | Der Anfang vom Ende          | 3:52  |
| Celková délka: | Celková délka:               | 42:16 |

## Sestava skupiny
- Gabriele Susanne Kerner – hlavní vokály, aranžmá
- Jörn-Uwe Fahrenkrog-Petersen – klávesy, doprovodný zpěv, hlavní vokál v písni 3
- Carlo Karges – kytara, doprovodný zpěv
- Jürgen Dehmel – baskytara
- Rolf Brendel – bicí, perkuse